# Fehérfarkú fecske
A fehérfarkú fecske (Hirundo megaensis) a madarak osztályának verébalakúak rendjébe és  a fecskefélék (Hirundinidae) családjába tartozó faj.
A magyar név forrással nincs megerősítve, lehet, hogy az angol név tükörfordítása (White-tailed Swallow).

## Előfordulása
Etiópia déli részén honos.

## Megjelenése
Testhossza 13 centiméter, testtömege 11 gramm. A hím tollazatának felső része irizáló kék, majdnem fekete, alsó része és farka fehér. A tojó kevésbé fényes.